# Åbjörn Anderson

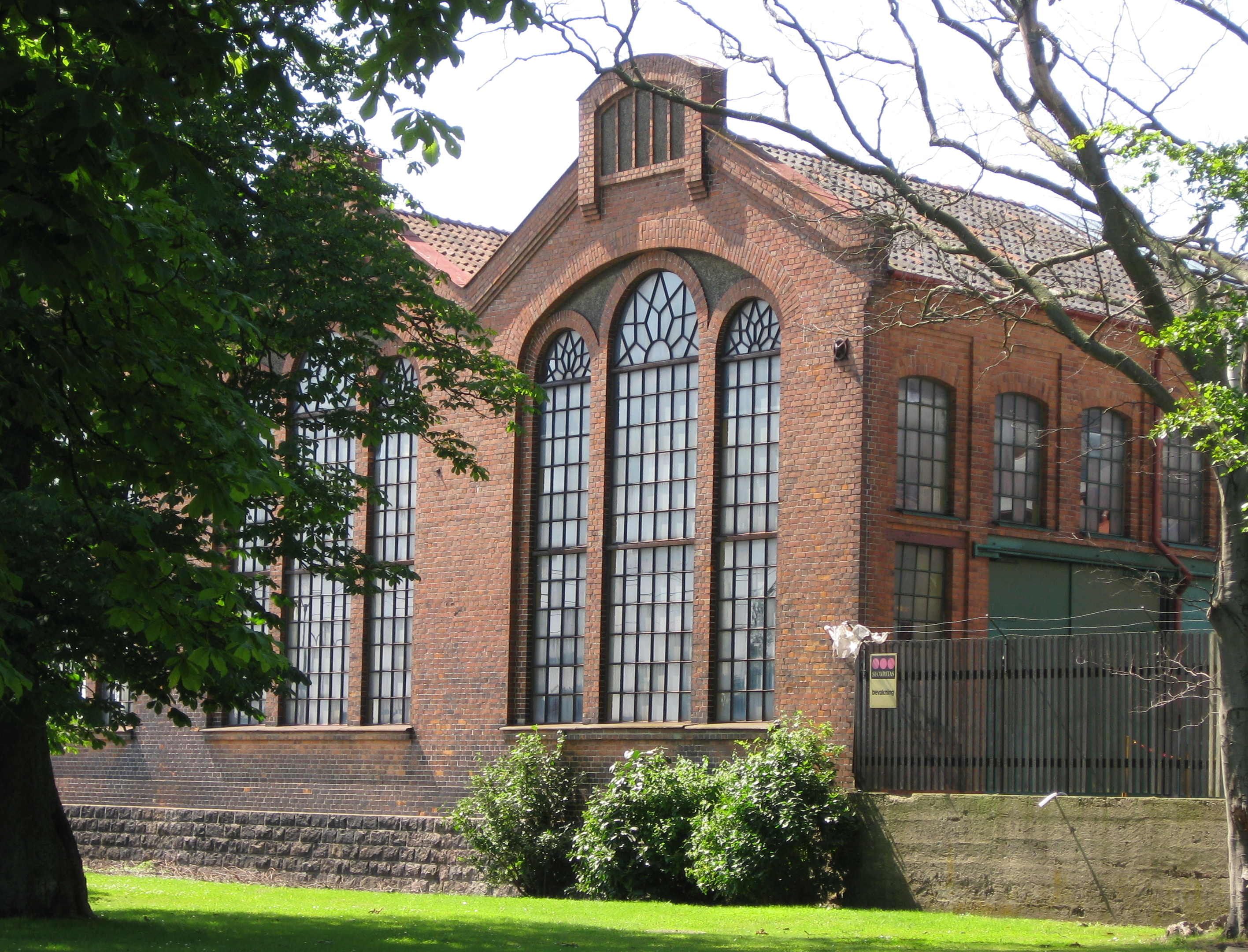
Åbjörn Andersons gamla industrilokaler i Svedala

Åbjörn Anderson, född 10 juli 1846 i Billeberga församling, Malmöhus län, död 14 mars 1922 i Svedala församling, var en svensk industriidkare.
Anderson genomgick en hovslagarkurs vid Alnarps lantbruksinstitut 1865 och arbetade som smed i Håstad 1867–82. Han ägnade sig åt tillverkning och förbättring av lantbruksredskap och lantbruksmaskiner och var delägare i firman Åbjörn Anderson & Co i Svedala med stål- och tackjärnsgjuteri samt mekanisk verkstad 1882–92. Han var verkställande direktör i Åbjörn Andersons Mekaniska Verkstads AB 1892–1916 och i AB Åbjörn Anderson från 1916. I dag ingår företaget i Sandvikkoncernen (tidigare Sandvik SRP, numera Sandvik Construction och Sandvik Mining). 
Anderson var även verkställande direktör vid AB Malmö Folkbanks kontor i Svedala 1906–17 och vid AB Industribankens kontor där från 1917. Han var även kommunalman och ordförande i byggnadsnämnden i Svedala municipalsamhälle 1900–07.

## Biografi
Åbjörn Anderson var son till smeden Anders Jönsson och hans hustru Elna Värmö. Fadern dog när Åbjörn var 6 år gammal och vid sju års ålder fick han arbete som vaktepåg, en syssla som fick hans skolgång att komma i andra hand. Hans mor lärde honom dock läsa och skriva. Han började därefter i en smedja. När mästarprovet var nära började han förkovra sig inom olika arbetsområden genom att resa runt bland smeder i bygden för att få ett bredare perspektiv.
1867 när Åbjörn Anderson fyllde 18 gifte han sig och skaffade sig en egen smedja i byn Håstad utanför Lund. Efter bara några år hade ekonomin blivit över förväntan och han hade lyckats att få ett par anställda. På grund av smedjans läge och distans till stora städer bestod Åbjörns kunder till mesta delen av bönder. Gårdsredskap hade tidigare varit gjorda av trä och ofta tillverkade av bönderna själva. Efter ett misslyckat försök att maskintillverka hästskosöm låg Åbjörn Andersons kapital på minus. 
På lantbruksmötet i Malmö år 1881 fick Åbjörn Anderson tre prismedaljer och fyra hedersdiplom.  Han började nu ett 10 år långt kompanjonskap med P Hansson, och på detta vis grundades år 1882 Åbjörn Anderson & Co.  Svedala blev orten för satsningen. Två stora verkstäder byggdes med plats för smedja, gjuteri, maskinverkstad, måleri och lager. Firmans hjärta bestod av en balansångmaskin på 15 hästkrafter. Den största förändringen från smedjan i Håstad var gjuteriet. Kunderna förblev bönder och i verkstäderna tillverkades allt som kunde vara behövligt på gårdarna. År 1886 uppfann Åbjörn Anderson sin maskinhammare, ett industriellt verktyg som blev patenterat världen över. Trots företagets nytänkande gick ekonomin dåligt. Ofta var företaget på gränsen till konkurs och Hansson bröt kontraktet genom att lämna företaget.
1893 anställdes ingenjören Nils Fredriksson. 1896 drabbades företaget av en stor olycka då större delen av verkstaden förstördes. Trots tragedin tog man tillfället i akt och passade på att uppgradera hela anläggningen. Med fräscha resurser kom genombrottet. Den stora vändpunkten i företagets historia var när man upptäckte behovet av stenkrossar. Nils Fredriksson såg till att den gick att använda tillsammans med den transportabla lokomobilen, ett transportmedel som höll på att bli vanligt på landsbygden. Omedelbart blev det en succé. Hand i hand med stenkrossen kom flera verktyg för att jämna ut grusvägar. 
Man kunde år 1900 räkna antalet anställda till 153. Arbetarna fördelade sig på de olika arbetsgrupperna enligt följande: 29 gjutare, 87 järn- och metallarbetare, 9 snickare och 39 grovarbetare. 
Från 1906 överlät Åbjörn Anderson gradvis ansvaret åt Nils Fredriksson och de andra ingenjörerna på firman. Han avled 1922, 74 år gammal.